# 載下
載下（印尼語：Sungai Raya）是印度尼西亞西加里曼丹省孟加影縣雙溪拉雅群島鎮下屬的一個村，為雙溪拉雅群島鎮政府所在地，位於該鎮中部，東接沙壩港村，西臨卡里馬塔海峽，南連沙壩港村、Sungai Keran村，北鄰二渡港村。